# الحطيب (مناخة)

تعديل مصدري - تعديل

الحطيب هي إحدى قرى عزلة اليعابر بمديرية مناخة التابعة لمحافظة صنعاء، بلغ تعداد سكانها 440 نسمة حسب تعداد اليمن لعام 2004.